# شیرینی (فیلم ۲۰۱۸)
شیرینی (به هندی: Jalebi) یا طعم همیشگی عشق (به انگلیسی: The Everlasting Taste of Love) فیلمی هندی محصول سال ۲۰۱۸ و به کارگردانی پوشپدیپ بهاردواج است. در این فیلم بازیگرانی همچون ریا چاکرابورتی، دیگانگانا سوریاوانشی و ماهش تاکور ایفای نقش کرده‌اند.